# DDishTV
DDishTV (mongolisch ДДэшТВ) ist ein Satellitenfernsehen-Anbieter aus der Mongolei. Er wurde mit Investition von Gem International im Mai 2008 gegründet und zurzeit sendet DDishTV als exklusiver Anbieter die meisten mongolischen Fernsehsender in der Mongolei und anderen asiatischen Ländern über das Ku-Band. Unabhängig davon bietet DDishTV auch VSAT-Lösungen für die Firmen, die sich in ländlichen Gegenden der Mongolei befinden.

## Satelliten Info
Für die Übertragung benutzt DDishTV den Satelliten „ApstarV“. Apstar V wurde am 29. Juni 2004 zum geostationären Orbit 138° E als Ersatz für APSTAR-I geschossen. Er hat eine durchschnittliche Nutzdauer von 15 Jahren.

## Quelle
- Infos zur Apstar V